# Pietransieri
Pietransieri is een plaats (frazione) in de Italiaanse gemeente Roccaraso.